# Étienne (film)
 (juillet 2020).
Pour les articles homonymes, voir Étienne.
Pour plus de détails, voir Fiche technique et Distribution.
Étienne est un film français réalisé par Jean Tarride et sorti en 1933.

## Synopsis
Étienne, jeune garçon d’une riche famille, est un être très sensible, aux émotions à fleur de peau. Il assiste impuissant à la souffrance de sa mère, Simone Lebarmecide, provoquée par les infidélités à répétition de son père, Fernand Lebarmecide. Étienne essaye alors de séduire la prochaine conquête de son père à son insu, pour l’empêcher de commettre une nouvelle trahison. Sans plaisir, Étienne devient l’amant de cette jeune femme. Alors la tranquillité revient dans le ménage bourgeois où le père retrouve sa place auprès de son épouse.

## Fiche technique
- Réalisation : Jean Tarride
- Scénario : Jean Bertin, d'après la pièce éponyme de Jacques Deval créée en 1930 au théâtre Saint-Georges (Paris).
- Photographie : Victor Arménise
- Décors : Jacques Colombier
- Musique : Georges van Parys
- Montage : Louis Chavance
- Scripte : Jacqueline Audry
- Image : Victor Arménise
- Société de production : Lumina Films
- Pays de production :  France
- Genre : Comédie dramatique
- Durée : 105 minutes
- Date de sortie : 
  - France - 15 décembre 1933

## Distribution
- Jacques Baumer : Fernand Lebarmecide
- Marthe Régnier : Simone Lebarmecide
- Véra Markels : Vassia Poustiano
- Jean Forest : Étienne
- Maximilienne : Tante Valérie
- Jean Sinoël : l'oncle Émile
- Junie Astor : Henriette
- Paul Pauley : César Poustiano
- Robert Moor : le directeur
- Sophie Duval : Juliette
- Jean Marais (non crédité)

## Autour du film
En 1933, le jeune Jean Marais, âgé de 20 ans et encore totalement inconnu, sait ce qu’il veut faire dans la vie : jouer la comédie. Dans ce but, il se présente chez Marcel L’Herbier, l’un des grands réalisateurs du moment, pour essayer d'obtenir un rôle dans son film L’Épervier. Marcel l'Herbier, qui souhaitait donner sa chance au jeune acteur débutant, présente Jean Marais à un ami réalisateur, Jean Tarride pour qu’il lui fasse faire un essai pour le rôle du jeune homme dans son film intitulé Étienne, d'après la pièce éponyme de Jacques Deval.
Dans cet essai, Jean Marais et Éve Francis (assistante de Marcel l’Herbier) interprètent deux scènes : « une discussion animée oppose un jeune homme exalté, Étienne, à sa mère, désirant savoir si elle est heureuse, et explique que ses problèmes avec son père viennent du fait qu'il la fait souffrir ; dans un salon bourgeois, la mère reproche à son fils d'avoir trafiqué un bulletin de notes. Le jeune homme se révolte contre la discipline imposée par son père. »
L'essai est un échec. Totalement néophyte dans ce métier de comédien, Jean Marais était aussi desservi par sa voix trop aiguë qui pouvait prêter à rire. Faible consolation, il obtint de faire dans ce film de la figuration.
À noter que les tournages des deux films, L’Épervier de Marcel l'Herbier et Étienne de Jean Tarride, qui sortiront le premier en novembre et le second en décembre 1933, étaient concomitants, réalisés dans le même studio Pathé-Natan à Joinville, sous la houlette du même producteur, Adolphe Osso, ce qui entraina la confusion de l’essai de Jean Marais pour le film de Tarride, attribué à celui de Marcel L'Herbier.
Les rushes du film Étienne, considérés comme les premiers essais de Jean Marais au cinéma ont été déposés aux Archives françaises du film du Centre National du Cinéma et ont fait l’objet d’une analyse dans "la lettre d’info No 18 du CNC" qui a abouti à la conclusion suivante : « Ce réseau de témoignages laisse donc à croire que ce que l'on a identifié comme des essais pour L’Épervier pendant des décennies, constituent bien la première apparition de Jean Marais devant une caméra, mais pour Étienne de Jean Tarride et non pour Marcel L'Herbier. »
Dans le film, on ne voit pas la présence de Marais car la scène a finalement été coupée au montage.
Remarque : Gilles Durieux note que ce film oublié partage avec le film de Cocteau Les Parents terribles, sorti quinze ans plus tard, le même argument dramatique car dans ces deux films l'on voit un père et son fils se partager la même femme.  